# Sokola Góra (Radomsko)
Pour les articles homonymes, voir Sokola Góra.
Sokola Góra (prononciation [sɔˈkɔla ˈɡura]) est un village de la gmina de Wielgomłyny, du powiat de Radomsko, dans la voïvodie de Łódź, situé dans le centre de la Pologne.
Il se situe à environ 7 kilomètres (km) au nord-est de Wielgomłyny (siège de la gmina), 27 kilomètres à l'est de Radomsko (siège du powiat) et 85 kilomètres au sud de Łódź (capitale de la voïvodie).

## Administration
De 1975 à 1998, le village était attaché administrativement à l'ancienne voïvodie de Piotrków.

Depuis 1999, il fait partie de la nouvelle voïvodie de Łódź.